# Neuneck (Glatten)
Neuneck ist ein Ortsteil von Glatten im Nordschwarzwald. Neuneck liegt am Fluss Glatt, etwa 2,5 km talabwärts von Glatten. Der Ort hat etwa 240 Einwohner.

## Geschichte
Die Reformation wurde in Neuneck im Auftrag von Burkhard und Jerg von Ehingen 1579 durch Anastasius Kommerell eingeführt. Seit dieser Zeit ist der Ort evangelisch geprägt.
Neuneck wurde am 1. Januar 1974 nach Glatten eingemeindet.

## Schloss
Das Schloss Neuneck wurde zwischen 1230 und 1260 oberhalb des Ortes gebaut von den Herren von Neuneck. Im Mittelalter bestand das Schloss aus zwei Teilen, dem Oberen und Unteren Schloss. Ab 1658 wurde das Schloss abgetragen. Heute ist das Obere Schloss komplett verschwunden. Vom Unteren Schloss steht noch eine kleine Wohnburg mit Schildmauer.

## Kirche
Die evangelische Kirche St. Maria und Georg in Neuneck besteht seit 1493 und hat 430 Sitzplätze.